# Dumi jezik
Dumi jezik (dumi bo’o, dumi bro, lsi rai, ro’do bo’, sotmali; ISO 639-3: dus), sinotibetski jezik koji se govori na sjeveru distrikta Khotang u Nepalu. Točan broj govornika nije poznat, a od 2 000 etničkih pripadnika danas se govori možda samo u selu Narung. Prema van Driemu imao je 3 govornika (2000 Van Driem); 2 000 (2002 UNESCO).
Dumi s još osam jezika pripada zapadnokirantskoj podskupini kirantskih jezika. Ima nekoliko dijalekata: brasmi, kharbari, lamdija, makpa.

## Vanjske poveznice
- Ethnologue (14th)
- Ethnologue (15th)